# Rosencrantz and Guildenstern han mort
Rosencrantz and Guildenstern han mort (títol original: Rosencrantz and Guildenstern Are Dead) és una pel·lícula britànica dirigida per Tom Stoppard, estrenada l'any 1990, adaptació de l'obra homònima. Ha estat doblada al català.

## Argument
Cridats al tribunal de Elseneur per la mare de Hamlet, a Rosencrantz i Guildenstern els confien la missió de portar-lo a Anglaterra amb la finalitat que sigui executat pel tribunal britànic.

## Repartiment
- Gary Oldman: Rosencrantz
- Tim Roth: Guildenstern
- Richard Dreyfuss: l'actor
- Iain Glen: Hamlet
- Donald Sumpter: Claudius
- Livio Badurina: tràgic
- Tomislav Maretic: tràgic
- Tolla Mlacnik: tràgic
- Srdjan Soric: tràgic
- Mladen Vasary: tràgic
- Zeljko Vukmirica: tràgic
- Branko Zavrsan: tràgic
- Joanna Roth: Ophelia
- Joanna Miles: Gertrude
- Ljubo Zecevic: Osric

## Premis i nominacions
- Lleó d'or a la Mostra de Venècia 1990
- Millor director per Tom Stoppard, Fantasporto el 1991
- Nominació millor actor per Gary Oldman, premis Independent Spirit el 1992